# 1990 SF5
1990 SF5 är en asteroid i huvudbältet som upptäcktes den 22 september 1990 av den belgiske astronomen Eric W. Elst vid La Silla-observatoriet.